# Niphoparmenoides tanganjicae
Niphoparmenoides tanganjicae là một loài bọ cánh cứng trong họ Cerambycidae.